# Daybreak – Katastrophe in L.A.
Daybreak – Katastrophe in L.A. ist ein Thriller von Jean Pellerin aus dem Jahr 2000.

## Handlung
Nach einem Erdbeben in Los Angeles bricht Wasser in einen Tunnel der U-Bahn ein. Dort befinden sich Dillon Johansen und vier andere Menschen, die nicht entkommen können. Stan Marshall leitet die Rettungsaktion.
John Ellis versteckte in der Nähe des Unglücksortes Behälter mit giftigen Substanzen. Er macht sich Sorgen, dass jemand die Behälter während der Rettungsversuche entdecken könnte. Die beauftragten Mafiosi sollen dies verhindern.

## Kritiken
Rich Rosell verglich den Thriller auf www.digitallyobsessed.com mit dem Thriller Daylight aus dem Jahr 1996. Der Film versuche, spannend zu sein, was aber nicht gelinge. Roy Scheider wirke „ermüdet“.